# 我身体里的那个家伙
是一部2019年上映的韩国奇幻喜劇電影，由《出拳女郎》《Miss Wife》的导演姜孝鎮执导，振永、朴誠雄、羅美蘭、李秀敏、李準赫、金光奎主演。影片讲述被排挤的高中生东贤与精英黑帮板寿互换身体后的故事，于2019年1月9日在韩国上映。

## 演員陣容

### 主要人物
- 振永 饰演 金東賢，高中生，被霸凌的孩子，跟爸爸相依為命。
- 朴誠雄 饰演 張板壽，黑社會集團「韓虎」的大哥，因為某個原因跟高中生金東賢交換靈魂。
- 羅美蘭 饰演 吳美善，賢靜的媽媽，熱炒店老闆娘，對賢靜被霸凌感到愧疚。
- 李垂珉 饰演 吳賢靜，高中生、張板壽女兒，被霸凌的孩子。
- 李準赫 饰演 萬哲，張板壽的手下。
- 金光奎 饰演 金鍾基，東賢的爸爸，為了東賢墜樓事件努力奔走。

### 其他人物
- 閔智雅 饰演 韓書妍，張板壽的妻子。
- 尹敬浩 饰演 楊社長，張板壽的對手，想要霸佔張板壽的事業。
- 金賢睦 饰演 金在益
- 权赫范 饰演 哲浩
- 李浩洙 饰演 泰旭
- 趙賢榮 饰演 鄭允智，帶頭搞霸凌的女高中生。
- 朴庆惠 饰演 金在熙，霸凌賢靜的女孩之一。
- 李豐運 饰演 車珉宇
- 孫光業 饰演 趙課長
- 朱尚铉 饰演 崔部长
- 南振福 饰演 高利贷者
- 金在滿 饰演 刑警
- 郭智宥 饰演 护士
- 薛智允 饰演 東賢的主治醫師
- 金泰俊 饰演 高利贷大块头
- 黄仁俊 饰演 拆迁队员
- 郑元昌 饰演 珉宇的朋友
- 李宇濟 饰演 胖男
- 尹頌雅 饰演 班導師
- 张真熙 饰演 国史老师
- 赵圣熙 饰演 文化老师
- 鄭潤廈 饰演 日语老师
- 池灿 饰演 刑警
- 朴申雅 饰演 高利贷经理
- 朴智勋 饰演 珉宇的朋友

### 特别出演
- 朴柱炫 饰演 女學生
- 金富善 饰演 老奶奶，拉麵食堂老闆娘。
- 金洪發 饰演 韓會長，書妍的爸爸，社團的會長。